# Teguh Amiruddin
Teguh Amiruddin (sinh ngày 13 tháng 8 năm 1993) là một cầu thủ bóng đá người Indonesia hiện tại thi đấu ở vị trí thủ môn cho PS TNI ở Indonesia Soccer Championship. Anh cũng là trung sĩ thứ hai trong Quân đội Indonesia.

## Sự nghiệp câu lạc bộ
Ngày 10 tháng 11 năm 2014, anh chuyển đến Barito Putera.

## Sự nghiệp quốc tế
Teguh ra mắt cho U-23 Indonesia ngày 30 tháng 3 năm 2014 trước U-23 Sri Lanka ở trong trận giao hữu.

## Danh hiệu

### Câu lạc bộ
Perseru Serui
- Liga Indonesia Premier Division runner up: 2013